# Hans von Marées
Hans von Marées (Elberfeld, 24 de dezembro de 1837 - Roma, 5 de junho de 1887) foi um pintor alemão.